# François Péron
François Auguste Péron (1775 – 1810) è stato un naturalista ed esploratore francese.

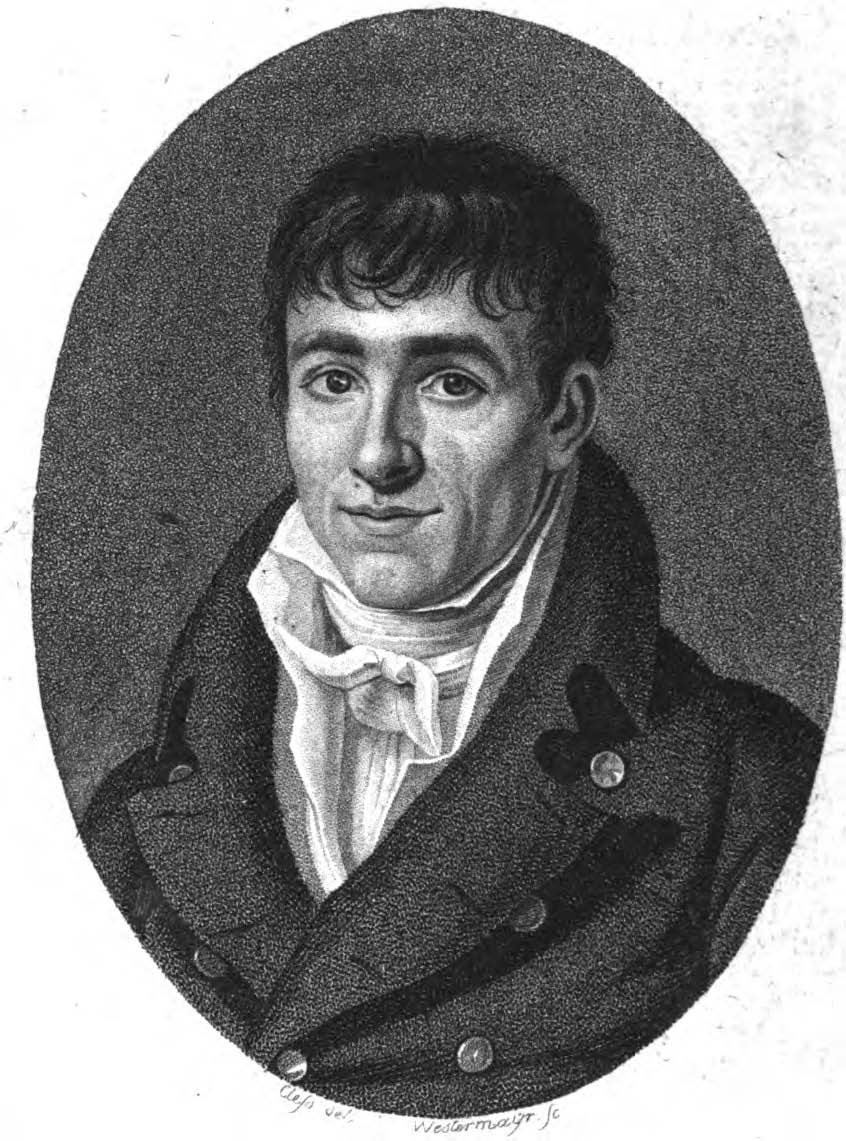
François Péron.

Nel 1801 raggiunse l'Australia come naturalista nella spedizione di Nicolas Baudin. Insieme all'artista Charles Alexandre Lesueur, venne nominato zoologo di bordo dopo la morte di Maugé de Cely. Giunti in Australia, i due naturalisti raccolsero più di 100.000 esemplari zoologici.
Péron e Lesueur ritornarono a Parigi nel 1804 ed iniziarono a pubblicare le loro memorie in Voyage de découvertes aux Terres Australes, il cui primo volume venne pubblicato nel 1807. Péron scrisse anche Mémoire sur les éstablissements anglais à la Nouvelle Hollande. Morì di tubercolosi prima di poter pubblicare il secondo volume dei suoi Voyage.